# Soyouz MS-29
Soyouz MS-29 (en russe : Союз МС-29) est une mission spatiale habitée russe prévue pour être lancée en juin 2026 depuis le cosmodrome de Baïkonour à l'aide d'un lanceur Soyouz 2.1a. Cette mission transportera un équipage vers la Station spatiale internationale (ISS) dans le cadre de l'Expédition 75.

## Équipage

### Principal
- Commandant : Piotr Doubrov (2),  Russie, Roscosmos[2]
- Ingénieur de vol 1 : Anna Kikina (2),  Russie, Roscosmos[2]
- Ingénieur de vol 2 : Anil Menon (1),  États-Unis, NASA[2]

Le chiffre entre parenthèses indique le nombre de vols spatiaux effectués par l'astronaute, Soyouz MS-29 inclus.

### Réserve
Les réservistes remplacent le ou les membres d'équipage si ce ou ces derniers ne peuvent assurer leur poste.
- (À confirmer selon les données officielles ultérieures)

## Déroulement
La mission Soyouz MS-29 est planifiée pour décoller en juin 2026 depuis le site 31/6 du cosmodrome de Baïkonour. Après le lancement, le vaisseau s'amarrera au module Prichal de l'ISS, situé sur le port nadir, pour une durée prévue d'environ 240 jours. L'équipage participera aux activités de l'expédition 75, contribuant à la recherche scientifique et à la maintenance de la station. Le retour sur Terre est prévu pour février 2027, avec un atterrissage dans la steppe kazakhe.